# Гречаный, Александр Васильевич
Алекса́ндр Васи́льевич Греча́ный (1907—1991) — советский актёр театра и кино. Лауреат Сталинской премии третьей степени (1952).

## Биография
А. В. Гречаный родился 18 (31) августа 1907 года в деревне Красный Яр (ныне Жирновского района Волгоградской области). Отец — Гречаный, Василий Моисеевич — Герой Труда.
В 1924—1929 годах работал слесарем на заводе «Красный Октябрь» в Сталинграде.
В 1929—1932 годах служил на Балтийском и Тихоокеанском флоте.
С 1932 года — артист Краснофлотского театра во Владивостоке. На сцене с 1932 года.
В 1936—1941 годах в Московском ТРАМе, на киностудии «Союздетфильм».
С 1946 года — в Театре-студии киноактёра, в 1959—1968 годах — на ЦКДЮФ имени М. Горького. Выступал также с эстрадной деятельностью. В кино с 1935 года.
В годы Великой Отечественной войны — курсант Военно-политического училища (1942—1943), начальник клуба 2-й дивизии Службы ВНОС.
А. В. Гречаный умер 11 апреля 1991 года. Похоронен в Москве на Химкинском кладбище (участок № 24).

## Фильмография
- 1935 — Восстание камней — Галаган
- 1937 — Дума про казака Голоту — Головень
- 1937 — Ленин в Октябре — Матрос-агитатор
- 1938 — Друзья из табора
- 1938 — Победа — Горелов
- 1939 — Щорс — Михайлюк
- 1939 — Юность командиров — старший лейтенант (нет в титрах)
- 1939 — Всадники — Крестьянин
- 1939 — Комендант Птичьего острова — Краснофлотец
- 1939 — Шёл солдат с фронта
- 1940 — Гибель «Орла» — боцман Яковленко
- 1940 — Случай в вулкане — учёный Александров
- 1940 — Танкер «Дербент» — моряк
- 1940 — Яков Свердлов — Вотинов
- 1941 — В тылу врага — Сашко Карпенко
- 1942 — Железный ангел — Чернов
- 1942 — Принц и нищий
- 1942 — Швейк готовится к бою — шофёр
- 1942 — боевой киносборник Лесные братья — Лавров
- 1947 — Повесть о «Неистовом» — Пашков
- 1947 — Поезд идёт на Восток — вербовщик
- 1948 — Три встречи — солдат-гитарист в поезде
- 1950 — В мирные дни — Тарас Фомич Григоренко
- 1950 — Смелые люди — табунщик
- 1953 — Чук и Гек — проводник в поезде
- 1955 — Сын — старшина милиции
- 1956 — Сорок первый — Прокопыч
- 1956 — Серый разбойник — охотник
- 1957 — Рождённые бурей — Данило Чобот
- 1957 — Как поймали Семагу — каторжанин
- 1958 — Над Тиссой — военком Пирожниченко Александр Васильевич
- 1959 — В степной тиши — Игнат Игнатович
- 1959 — Хмурый Вангур — Степан
- 1963 — Когда казаки плачут — Федот Пантелеевич
- 1964 — Криницы — военком
- 1964 — Москва — Генуя — дипкурьер
- 1965 — Брошенная трубка — эпизод
- 1965 — Дети Дон Кихота — член комиссии
- 1965 — Сколько лет, сколько зим! — дядя Федя
- 1966 — Иду искать — Сергей Акимович Широков
- 1967 — Дом и хозяин — бригадир рыбаков
- 1968 — Орлята Чапая — дядя Игнат
- 1968 — Ошибка резидента — Терентьев
- 1970 — Один из нас — начальник отдела кадров
- 1972 — Иванов катер — работник порта
- 1979 — Удивительные приключения Дениса Кораблёва — артист Аврашев

## Награды и премии
- Орден Отечественной войны II степени
- Медаль «За трудовое отличие» (6 марта 1950) — за выдающиеся заслуги в развитии советской кинематографии, в связи с 30-летием[1]
- Сталинская премия третьей степени (1952) — за исполнение роли Григоренко в фильме «В мирные дни» (1950)